# Kadlecz Antal
Kadlecz Antal (Selmecbánya, 1885. február 16. – 1943 után) telekkönyvvezető, országgyűlési képviselő.

## Élete
Selmecbányán érettségizett, majd telekkönyvvezető oklevelet szerzett. A felvidéki keresztényszocialista párt selmecbányai körzetének megalapítója és körzeti elnöke volt. Selmecbánya helyettes polgármestere lett. A helyi keresztényszocialista munkásszervezetek alapítója és ügyvezető pénztárosa volt.
1919-ben a cseh megszálló csapatok 2 és fél hónapra internálták. Magyarsága miatt 1925-ben nyugdíjazták. 1937-ben bűncselekmény följelentésének elmulasztása, illetve katonai árulás vádjával 4 év fegyházra ítélték, illetve nyugdíját megvonták. 1938-ban újabb eljárással hazaárulás vádjával 12 év fegyház várt rá, de Csehszlovákia szétesése miatt az ítélet kihirdetése elmaradt.
Az első bécsi döntés után 1938-tól a Felvidéki Egyesült Magyar Párt meghívott országgyűlési képviselője lett. A Felvidéki Volt Politikai Foglyok Országos Érdekvédelmi Szövetsége alapítója és ügyvezető elnöke lett.